# The Woman in Green
The Woman in Green (en España: El caso de los dedos cortados y también Sherlock Holmes y la mujer de verde) es una película de intriga policiaca estadounidense de 1945 dirigida por Roy William Neill. Es otro caso del detective Sherlock Holmes, de la serie de películas con el actor Basil Rathbone interpretando al famoso detective. Guion de Frank Gruber, basado en la historia de Arthur Conan Doyle La casa deshabitada. 
Es la undécima película de la serie de películas de Sherlock Holmes de Basil Rathbone y Nigel Bruce y la tercera de las tres películas de Holmes en las que aparecieron juntos Basil Rathbone, Nigel Bruce y Hillary Brooke. La primera fue Sherlock Holmes y la voz del terror en 1942 y la segunda fue Sherlock Holmes desafía a la muerte en 1945.
El filme es una de las cuatro películas de la serie que son de dominio público.

## Sinopsis
Cuando varias mujeres son asesinadas en las calles de Londres, la policía llama a Sherlock Holmes para que ayude en la investigación. Los crímenes parecen obra de un psicópata, ya que a todas las víctimas les cortaron un dedo. Luego, Holmes acepta a un nuevo cliente, Maude Fenwick, hija del renombrado Sir George Fenwick. Ella dice que encontró una caja con un dedo dentro, enterrada por su padre en el jardín de su casa. El detective y la policía acuden al lugar para arrestar a Sir George, pero lo encuentran muerto. Holmes pronto deduce que Sir George no fue el asesino de las mujeres y que el intrincado caso parece ser uno de los planes de su archienemigo, el profesor Moriarty.

## Reparto
- Basil Rathbone - Sherlock Holmes
- Nigel Bruce - Dr. John Watson
- Hillary Brooke - Lydia Marlowe
- Henry Daniell - Profesor Moriarty
- Paul Cavanagh - Sir George Fenwick
- Matthew Boulton - Inspector Tobias Gregson
- Eve Ambe - Maude Fenwick
- Frederick Worlock - Dr. Onslow
- Tom Bryson - Cabo Williams
- Sally Shepherd - Crandon, la criada de Marlowe
- Mary Gordon - Sra. Hudson